# Microsoft Windows Server 2012
Microsoft Windows Server 2012, Arbeitstitel Microsoft Windows Server 8, ist ein Betriebssystem der Windows-Serie des Softwareherstellers Microsoft und das Nachfolgeprodukt von Windows Server 2008 R2.
Es ist die Server-Version von Windows 8 und wurde am 4. September 2012 veröffentlicht, die Weiterentwicklung Windows Server 2012 R2 im Oktober 2013.
Die Produktunterstützung (Mainstream Support) von Windows Server 2012 und 2012 R2 endete am 9. Oktober 2018, während das Betriebssystem noch bis 10. Oktober 2023 mit Sicherheitsupdates versorgt wurde (Extended Support). Der Erhalt weiterer kostenpflichtiger Updates (Extended Security Updates) ist noch bis zum 13. Oktober 2026 möglich.

## Funktionen

### Oberfläche
Windows Server 2012 verwendet die neue ModernUI-Oberfläche, welche an die Oberfläche von Windows Phone 8 angelehnt und somit besser für Touchscreens ausgelegt ist.
Allerdings steht standardmäßig nur ModernUI-Lite (auch bekannt als Aerolite) zur Verfügung. ModernUI-Lite verbraucht weniger Ressourcen, da viele Animationen und die Taskleistentransparenz deaktiviert sind (vergleichbar mit dem Aero-Basic Design aus Windows 7). Die normale ModernUI-Oberfläche lässt sich aber im Servermanager nachinstallieren.
Eine Alternative dazu stellt die sogenannte Core-Installation dar, die völlig auf eine grafische Benutzeroberfläche verzichtet und lediglich über die Windows-Eingabeaufforderung und die PowerShell konfiguriert wird. Die Core-Installation ist die Standardeinstellung und bietet mehr Leistung für Anwendungen, insbesondere beim Einsatz mit Hyper-V oder SQL-Server.
Eine dritte Möglichkeit ist die Verwendung des Minimal Server Interface. Dabei handelt es sich um eine eingeschränkte grafische Oberfläche, wobei alle grafischen Verwaltungsanwendungen installiert werden, jedoch nicht alle Bibliotheken und Einstellungsmöglichkeiten zur Anpassung der Oberfläche zur Verfügung stehen.

### Taskmanager
Der Taskmanager wurde komplett überarbeitet und löst somit den alten (von Microsoft Windows XP, Windows 7 und Ältere) ab. Unter anderem werden laufende Anwendungen in Kategorien eingeordnet (zum Beispiel Systemprozesse, Metro-Anwendungen und „normale“ Anwendungen). Nicht aktive Anwendungen werden aus Performancegründen angehalten und im Taskmanager als „Suspended“ markiert. Seine neue Oberfläche soll das Finden von Anwendungen vereinfachen und angenehmer machen.

### Active Directory
Der Installationsassistent der Active Directory Domain Services wurde durch eine neue Sektion im Server Manager, das Active Directory Administrative Center, ersetzt. Der Active-Directory-Papierkorb kann in Windows Server 2012 über eine grafische Oberfläche aufgerufen werden. Die Passwort-Richtlinien sowie der Upgradevorgang des Active Directory wurden vereinfacht.

### Hyper-V
Windows Server 2012 enthält, in der Standard- und Datacenter-Edition, eine aktualisierte Version der Virtualisierungsplattform Hyper-V. Mit Windows Server 2012 R2 hat Hyper-V weitere Neuerungen erhalten: UEFI Boot von VMs, verbessertes Copy & Paste, automatische Aktivierung von Windows in VMs, Gen-2 VMs mit synthetischen Devices, schnellere Live-Migration durch Komprimierung, das Replikationsintervall ist anpassbar und auf weitere Standorte erweiterbar.

### Dateisystem
Mit Windows Server 2012 hält das neue Dateisystem ReFS Einzug, welches als Ergänzung zu NTFS dient. Es wurde speziell zur Datenspeicherung auf Dateiservern entwickelt und unterstützt deswegen weder Wechseldatenträger noch ist es bootfähig.

### SMB 3.0
Eine weitere Neuerung ist die Unterstützung von SMB 3, wodurch ein schnellerer und stabilerer Zugriff auf Dateifreigaben möglich ist als mit den vorherigen Protokollversionen. Dies zielt vor allem auf Applikationsserver, die ihre Daten in einer Dateifreigabe ablegen, und weniger auf Anwender und Arbeitsplatzrechner. Durch SMB 3.0 kann ein Client seine Verbindung zu einer Ressource (Datei bzw. Ordner auf dem Dateiserver) auch dann beibehalten, wenn innerhalb eines Dateiserver-Clusters ein Failover von einem Clusterserver auf einen anderen erfolgt. In früheren Protokollversionen wurde bei einem Failover die Clientverbindung unterbrochen, wodurch viele Applikationen durch Verlust des Datenzugriffs in einen Fehlerzustand liefen. Die Funktion nennt sich „SMB Transparent Failover“.
Ferner unterstützt SMB 3.0 zusätzliche Beschleunigungsfunktionen wie RDMA oder den Einsatz mehrerer paralleler TCP-Verbindungen zwischen Client und Server („SMB Multichannel“). Dies setzt allerdings eine Hardware-Ausstattung voraus, die üblicherweise nur im Server-Backend eines Rechenzentrums vorhanden ist und nicht in einem Arbeitsplatzrechner.

### Dynamische Zugriffssteuerung
Die Dynamische Zugriffssteuerung (englisch: Dynamic Access Control, DAC) regelt den Zugriff auf Dateien über Metadaten. DAC wirkt dabei zusätzlich zu Active-Directory-Sicherheitsrichtlinien.
DAC kann z. B. sicherstellen, dass Dateien auch nach dem Verschieben in ein anderes Verzeichnis vor unberechtigten Zugriffen geschützt und im Backup gesichert werden.

### IIS 8.0
Beim IIS 8.0 (Internet Information Service) werden Extended-Validation-Zertifikate nicht mehr einzeln für jeden Server geladen, sondern zentral auf einem Dateiserver abgelegt. Weiterhin kann die Rechenleistung von CPUs für einzelne Webseiten gedrosselt werden, anstatt den kompletten Internetauftritt abzuschalten.

### PowerShell 3.0
Alle Systemeinstellungen in der Microsoft Management Console und dem Server-Manager werden in PowerShell-Befehle umgesetzt und verarbeitet. Alternativ können alle Systemeinstellungen auch direkt über die PowerShell manuell durchgeführt werden. Außerdem erlaubt die Anwendung Windows PowerShell Web Access die Konfiguration über einen Webbrowser. Zudem ist die direkte Ausführung von Windows-Workflow-Foundation-Anwendungen möglich.

### Microsoft Windows Azure
Microsoft Windows Server 2012 bietet eine direkte Anbindung an Microsoft Azure. Dadurch kann der Server nach Bedarf auf die Azure-Cloud gesichert werden. Auch können Dienste wie etwa zusätzliche virtuelle Maschinen oder SQL Azure eingebunden werden.

### DirectAccess
Das in Windows Server 2008 R2 eingeführte DirectAccess wurde dahingehend verbessert, dass keine PKI mehr nötig ist und auch IPv6-Überbrückungstechnologien bereits im Server enthalten sind.

## Zeitplan
Microsoft veranstaltete vom 13. September bis zum 16. September 2011 die Konferenz „Build Windows“, auf der Windows Server 8 vorgestellt wurde. Auf dieser Konferenz wurde eine Entwicklerversion freigegeben, die es ermöglichte, einen ersten Eindruck der neuen Windows-Server-Version zu erhalten. Diese Vorabversion wurde am 9. September 2011 für Abonnenten des Microsoft Developer Network zugänglich gemacht. Am 29. Februar 2012 wurde dann eine öffentliche Beta-Version freigegeben. Ab dem 1. Juni 2012 konnte die Release-Candidate-Version kostenlos, jedoch registrierungspflichtig von Microsoft heruntergeladen werden. Die finale Version wird seit dem 4. September 2012 ausgeliefert.

## Hardware-Anforderungen
| Architektur        | 64-Bit |
| ------------------ | --- |
| Prozessor          | 1,4-GHz-64-Bit-Prozessor |
| Arbeitsspeicher    | 512 MB |
| Grafikkarte        | DirectX-9-Grafik-Prozessor mit WDDM 1.0 (Aero) |
| HDD freier Platz   | 32 GB freier Festplattenspeicher (ab 16 GB Arbeitsspeicher entsprechend mehr für die dann größeren Auslagerungs-, Ruhezustands- und Absturzabbild-Dateien) |
| Optisches Laufwerk | DVD-Laufwerk (nur zur Installation von DVD/CD-Medien) |

## Windows Server 2012 R2
Die überarbeitete Fassung des Windows Server 2012 erschien gleichzeitig mit Windows 8.1 im Oktober 2013. Die interne Versionsnummer ist wie in Windows 8.1 NT 6.3. Die Installationen mit grafischer Oberfläche enthalten die vom Desktop bekannten Neuerungen wie die wiedergekehrte Startmenü-Schaltfläche. Die meisten Neuerungen finden sich im Bereich der Virtualisierung Hyper-V. So steigert sich die Geschwindigkeit im Umgang mit virtuellen Festplatten (VHD) durch zusätzlich Kompression über mehrere Dateien hinweg. VHDs lassen sich mehreren Servern zuweisen, ihre Größe kann im laufenden Betrieb geändert werden. Ebenfalls können VHDXs statt VHDs verwendet werden und über 2 TB Größe erreichen. Virtuelle Maschinen unterstützen nun auch UEFI und Secure Boot.
Außerdem wird mit Windows Server 2012 R2 auch der Microsoft-Clouddienst Windows Azure aufgewertet. Mit neuen Diensten wie Windows Azure Services for Windows Server lassen sich cloudbasierte virtuelle Server und Server in Unternehmensnetzwerken gemeinsam verwalten und in einem Webportal zentral steuern.